# Marija Sdrawkowa
Marija Sdrawkowa (bulgarisch Мария Здравкова, englisch Mariya Zdravkova; * 30. Juli 1998 in Berkowiza, Oblast Montana) ist eine bulgarische Biathletin. Sie nahm an den Olympischen Spielen 2022 teil.

## Sportliche Laufbahn
Marija Sdrawkowa betreibt seit 2010 Biathlon und sammelte erste internationale Erfahrungen 2015 bei den Jugendweltmeisterschaften in Minsk. Im Jahr darauf nahm sie als Teil des bulgarischen Aufgebots an den Olympischen Jugendspielen von Lillehammer teil und wurde 26. im Sprint, 34. der Verfolgung sowie 13. mit der Mixedstaffel. Daraufhin startete die Bulgarin im IBU-Junior-Cup sowie zunehmend auch im IBU-Cup der Senioren. Regelmäßige Auftritte auf dieser Ebene bekam Sdrawkowa ab Ende 2017, spielte aber bis 2019 aufgrund schlechter Schießergebnisse und durchschnittlicher Laufzeiten in den Ergebnislisten keine Rolle. Ihr einziger Punktgewinn im IBU-Cup erfolgte im Dezember 2018 beim Sprint von Ridnaun mit Rang 39, im Einzelrennen der Juniorenweltmeisterschaften 2019 ging es immerhin bis auf Platz 19. Zu Beginn des Winters 2019/20 gab die Bulgarin ihren Einstand im Biathlon-Weltcup und schloss, nachdem sie tags zuvor bereits die Mixedstaffel bestritt, ihr erstes Einzelrennen, ein Sprintrennen in Östersund, auf Rang 81 von 105 Startern ab. Erwartungsgemäß platzierte sich Sdrawkowa in der kompletten Saison im hinteren Viertel des Feldes, ließ aber dank gesteigerter Laufleistungen immer einige Athletinnen hinter sich. Höhepunkt des Winters war die Teilnahme an den Weltmeisterschaften in Antholz sowie der sechste Platz im Einzel bei der ihre Juniorenkarriere abschließenden Junioren-EM.

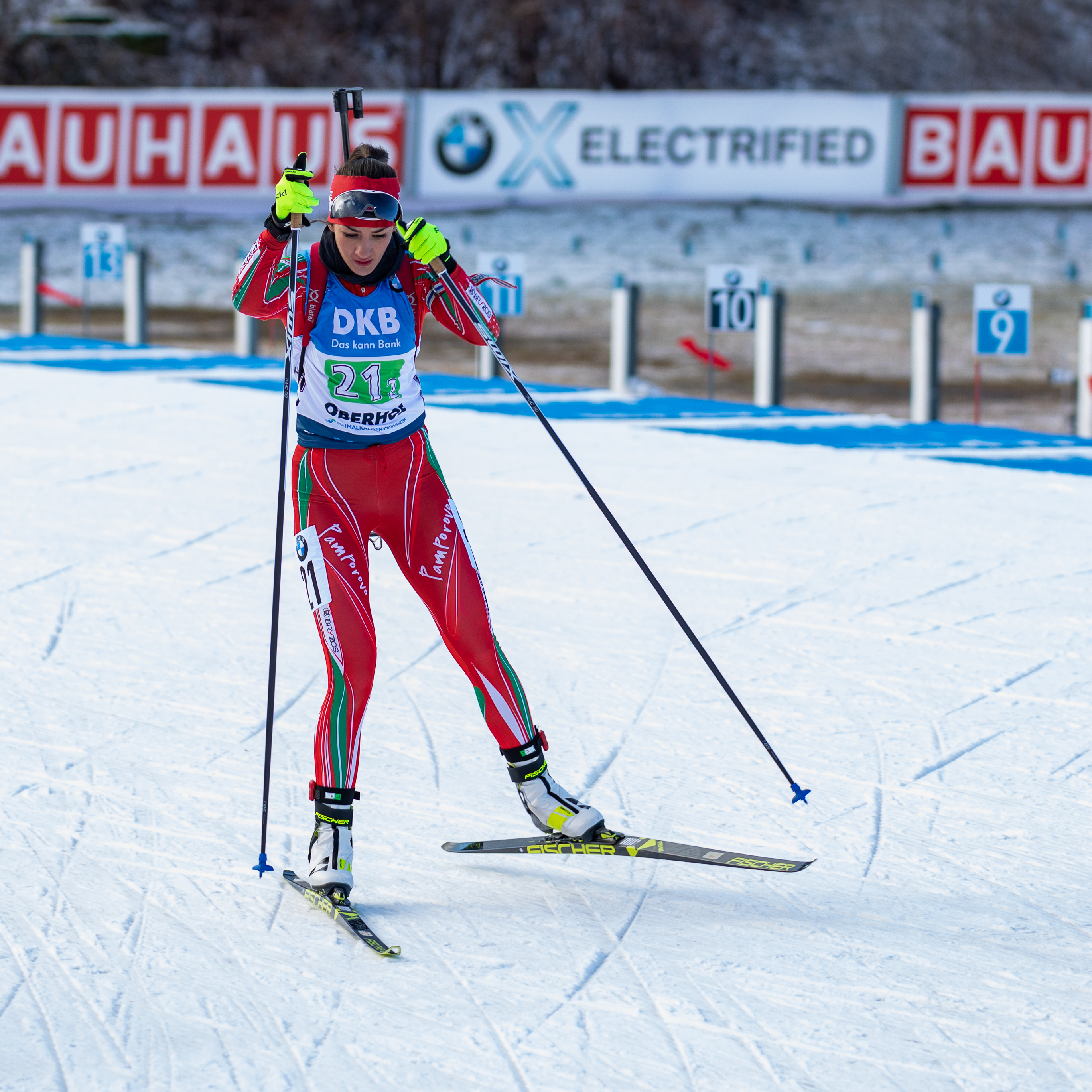
Sdrawkowa 2020 in Oberhof

In Kontiolahti stellte Sdrawkowa zu Beginn der Saison 2020/21 mit Rang 73 im Sprint ihr persönliches Bestergebnis auf, pulverisierte dies aber wenige Wochen später in Oberhof mit Platz 46 und erreichte damit ihren ersten Verfolger, wo sie überrundet wurde. Nach Steigerungen in den Vorjahren fielen die Laufzeiten der Bulgarin im Winter 2021/22 leicht ab, was zu Ergebnissen außerhalb der besten 90 Ränge führte. Neben Milena Todorowa, Daniela Kadewa und Lora Christowa wurde sie für die Olympischen Spiele von Peking nominiert, wo sie im Einzelrennen nach nur einem Schießfehler den 50. Rang und damit ihr zweitbestes Karriereresultat erzielte. Zudem war sie, stellvertretend für Todorowa, gemeinsam mit Radoslaw Jankow Fahnenträger bei der Eröffnungsfeier. Einen extremen Leistungsabfall im Laufen und Schießen brachte der Winter 2022/23, wodurch Sdrawkowa teilweise im IBU-Cup eingesetzt wurde. Trotzdem bestritt sie das Einzel bei den Weltmeisterschaften und wurde mit zwölf Fehlern abgeschlagene Letzte. Nachdem sie zunächst nach Saisonende ihren Rücktritt vom Leistungssport bekannt gegeben hatte, entschied sich die Bulgarin um und startete auch 2023/24 im Weltcup, wo als Bestergebnis Rang 70 im Einzel von Oslo sowie beim gleichen Wettkampf im Rahmen der WM resultierte. Auf der zweiten Ebene gelangen ihr außerdem zu Saisonbeginn einige Punktgewinne.
Im Januar 2025 erzielte Sdrawkowa im Sprint von Antholz mit Rang 52 ihr drittbestes Karriereergebnis. In Hochfilzen war sie als Schlussläuferin der Frauenstaffel im Einsatz und übernahm das Rennen (nach Walentina Dimitrowa, Milena Todorowa und Lora Christowa) überraschend auf Platz vier, schoss aber drei Strafrunden und fiel somit zurück. Besser machte sie es im Staffelwettkampf der Europameisterschaften, welches sie mit den gleichen Teamkolleginnen als Vierte abschloss. In Nové Město liefen die Bulgarinnen auf Rang zehn und erreichten damit das erste Top-10-Ergebnis einer bulgarischen Frauenstaffel seit der Saison 2005/06.

## Persönliches

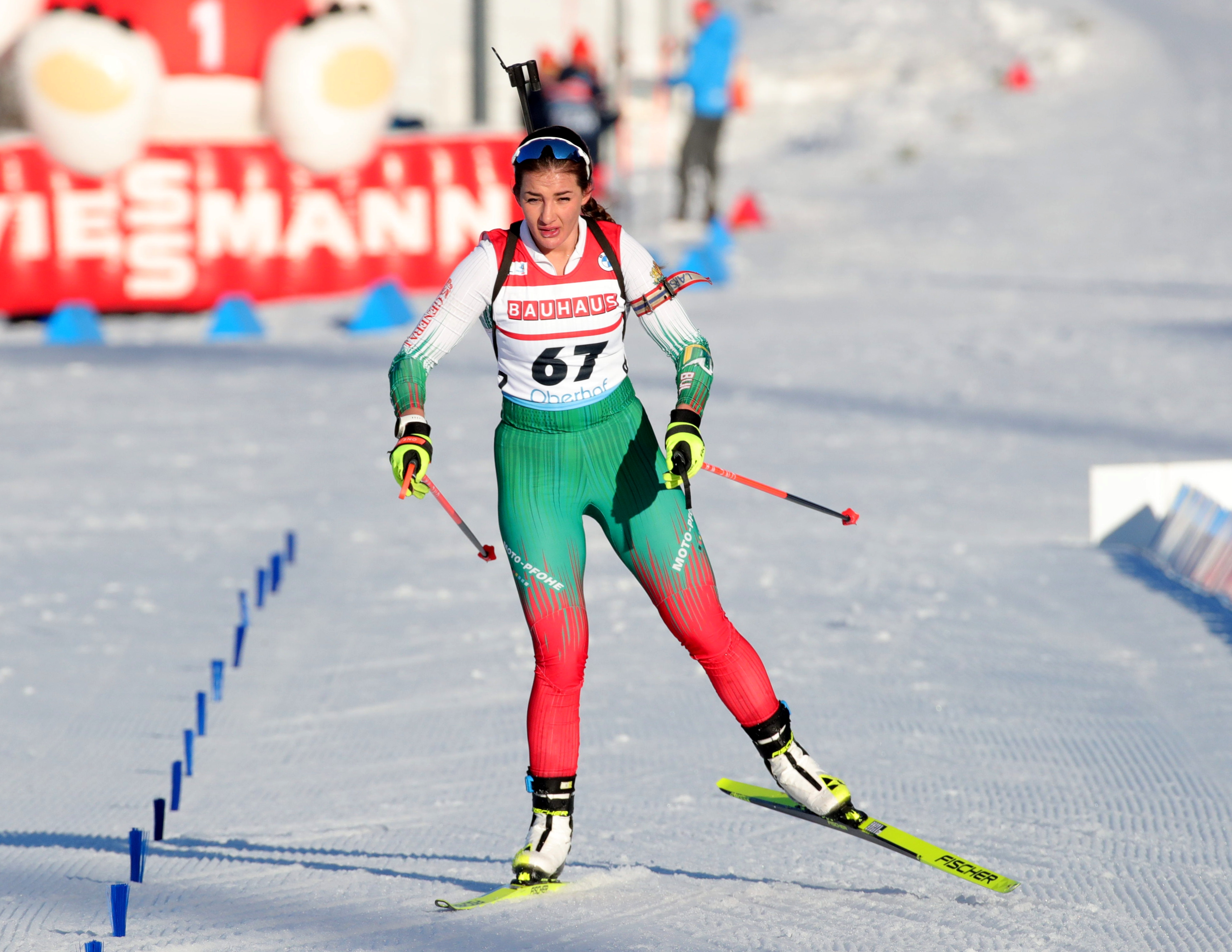
Sdrawkowa bei den Weltmeisterschaften 2023

Sdrawkowa lebt in ihrem Geburtsort Berkowiza.

## Statistiken

### Weltcupplatzierungen
Die Tabelle zeigt alle Platzierungen (je nach Austragungsjahr einschließlich Olympische Spiele und Weltmeisterschaften).
- 1.–3. Platz: Anzahl der Podiumsplatzierungen
- Top 10: Anzahl der Platzierungen unter den ersten zehn (einschließlich Podium)
- Punkteränge: Anzahl der Platzierungen innerhalb der Punkteränge (einschließlich Podium und Top 10)
- Starts: Anzahl gelaufener Rennen in der jeweiligen Disziplin
- Staffel: inklusive Mixed- und Single-Mixed-Staffeln

| Platzierung               | Einzel | Sprint | Verfolgung | Massenstart | Staffel | Gesamt |
| ------------------------- | ------ | ------ | ---------- | ----------- | ------- | ------ |
| 1. Platz                  |        |        |            |             |         |        |
| 2. Platz                  |        |        |            |             |         |        |
| 3. Platz                  |        |        |            |             |         |        |
| Top 10                    |        |        |            |             | 1       | 1      |
| Punkteränge               |        |        |            |             | 28      | 28     |
| Starts                    | 8      | 29     | 1          |             | 29      | 67     |
| Stand: Saisonende 2024/25 |        |        |            |             |         |        |

### Olympische Winterspiele
Ergebnisse bei Olympischen Winterspielen:
|                                        | Einzelwettbewerbe | Einzelwettbewerbe | Einzelwettbewerbe | Einzelwettbewerbe | Staffelwettbewerbe | Staffelwettbewerbe |
| Einzel                                 | Sprint            | Verfolgung        | Massenstart       | Damenstaffel      | Mixedstaffel       |                    |
| -------------------------------------- | ----------------- | ----------------- | ----------------- | ----------------- | ------------------ | ------------------ |
| Olympische Winterspiele 2022 \| Peking | 50.               | 78.               | –                 | –                 | 18.                | 19.                |

### Biathlon-Weltmeisterschaften
Ergebnisse bei den Weltmeisterschaften:
| Weltmeisterschaften | Weltmeisterschaften | Einzelwettbewerbe | Einzelwettbewerbe | Einzelwettbewerbe | Einzelwettbewerbe | Staffelwettbewerbe | Staffelwettbewerbe | Staffelwettbewerbe |
| Jahr                | Ort                 | Einzel            | Sprint            | Verfolgung        | Massenstart       | Damenstaffel       | Mixedstaffel       | S.-M.-Staffel      |
| ------------------- | ------------------- | ----------------- | ----------------- | ----------------- | ----------------- | ------------------ | ------------------ | ------------------ |
| 2020                | Antholz             | –                 | 85.               | –                 | –                 | 20.                | 24.                | 25.                |
| 2021                | Pokljuka            | 78.               | 97.               | –                 | –                 | 18.                | –                  | –                  |
| 2023                | Oberhof             | 90.               | –                 | –                 | –                 | –                  | –                  | –                  |
| 2024                | Nové Město          | 70.               | 88.               | –                 | –                 | 16.                | –                  | –                  |
| 2025                | Lenzerheide         | 90.               | –                 | –                 | –                 | 21.                | –                  | –                  |

### Jugend-/Juniorenweltmeisterschaften
Sdrawkowa nahm bis 2017 an den Jugend-, ab 2018 an den Juniorenwettkämpfen teil.
| Weltmeisterschaften | Weltmeisterschaften | Einzelwettbewerbe | Einzelwettbewerbe | Einzelwettbewerbe | Damenstaffel |
| Jahr                | Ort                 | Einzel            | Sprint            | Verfolgung        | Damenstaffel |
| ------------------- | ------------------- | ----------------- | ----------------- | ----------------- | ------------ |
| 2015                | Minsk               | –                 | 65.               | –                 | DNS          |
| 2016                | Cheile Grădiștei    | 45.               | 70.               | –                 | 13.          |
| 2017                | Osrblie             | 29.               | 37.               | 35.               | 14.          |
| 2018                | Otepää              | 24.               | 50.               | 56.               | 15.          |
| 2019                | Osrblie             | 19.               | 77.               | –                 | 11.          |
| 2020                | Lenzerheide         | 24.               | DNF               | –                 | –            |